# Lactarius argillaceifolius
Lactarius argillaceifolius é uma espécie de fungo da família de cogumelos Russulaceae. Os cogumelos produzidos pelo fungo possuem um "chapéu" (píleo) convexo achatado de cor lilás que mede até 18 centímetros de largura. As lamelas cor de creme estão dispostas bem próximas umas das outras e estendem-se um pouco para baixo do comprimento do caule, que atinge 9 cm de comprimento e 3,5 cm de espessura. O cogumelo produz um látex esbranquiçado quando danificado que mancha de marrom a superfície com que entra em contato.
A espécie é encontrada no leste da América do Norte, com uma abrangência que se estende do Canadá ao nordeste do México. Também foi encontrada em plantações de pinheiros no Brasil, onde é provável que seja uma espécie introduzida artificialmente. Lactarius trivialis é um cogumelo europeu que é semelhante em aparência. Além de sua distribuição, pode ser diferenciado do L. argillaceifolius pelo habitat preferencial e as diferenças de cor das lamelas, chapéu e látex. A variedade L. argillaceifolius var. megacarpus, uma forma de maior tamanho com chapéus de até 27 cm, ocorre sob os pinheiros Quercus agrifolia e Lithocarpus densiflorus na costa do Pacífico dos Estados Unidos e do estado mexicano da Baja California. A variedade dissimilis, descrita com base em um único espécime da Carolina do Sul, difere da forma principal pela estrutura microscópica da camada externa do chapéu.

## Taxonomia e classificação
A espécie Lactarius argillaceifolius foi descrita pela primeira vez em 1979, pelos micologistas norte-americanos Lexemuel Ray Hesler e Alexander H. Smith em sua monografia sobre as espécies de Lactarius encontradas nos Estados Unidos. O espécime tipo - coletado por Smith em Oak Grove, no condado de Livingston, Michigan, em julho de 1972 - está guardado no herbário da Universidade de Michigan. Hesler e Smith publicaram simultaneamente as variedades dissimilis e megacarpus, coletadas nos estados da Carolina do Sul e da Califórnia, respectivamente. A variedade megacarpus é comumente conhecida como "chapéu-de-leite vulgar".
Smith e Hesler classificaram L. argillaceifolius no subgênero Tristes, na estirpe Argillaceifolius. Este agrupamento de espécies relacionadas, que inclui L. fumeacolor, caracteriza-se por uma camada gelatinosa no tronco.

## Descrição
O píleo ou chapéu do L. argillaceifolius mede 4 a 18 centímetros de largura. É inicialmente convexo, em maior ou menor grau, até que posteriormente se achata e forma uma depressão central. Sua margem é curvada para dentro e muitas vezes permanece dessa maneira até a maturidade. A superfície do chapéu é coberta com uma fina e macia pilificação, quando jovem, mas depois se torna lisa; é viscosa e pegajosa quando molhada . No início do desenvolvimento do cogumelo, a cor das bordas do chapéu tem um tom de lilás a marrom, desaparecendo aos poucos até assumir uma tonalidade lilás bronzeada a cinza pálido e, eventualmente, bronze-pálido ou couro-rosado no centro. As lamelas são unidas a ligeiramente decorrentes (estendendo-se pouco abaixo do comprimento do caule), largas e dispostas intimamente próximas uma das outras. Elas são cor de creme, quando jovem, e mais tarde desenvolvem tons rosados próximo da margem. Na maturidade se coram com um tom laranja-castanho. A cor se mancha de castanho amarelado a castanho-oliva, e ao marrom escuro quando machucadas.
A estipe (o "caule" do cogumelo) mede 6 a 9 cm de comprimento por 1,5 a 3,5 cm de espessura, é praticamente igual em toda a sua extensão ou em forma de fita na porção inferior. Sua superfície pode ser viscosa ou seca, dependendo da umidade no ambiente. É esbranquiçada, mas com o passar do tempo torna-se manchada com máculas acastanhadas. A carne é firme, com uma cor branca a amarelo-claro. Seu odor não é característico, enquanto o seu sabor é suave e um pouco acre. O látex, substância de aspecto leitoso produzida pelo cogumelo, é branco-creme logo quando liberado, e mancha as lamelas com as quais entra em contato com um tom marrom-cinzento, marrom escuro ou marrom-oliva. Os corpos frutíferos mais velhos tendem a ter menos látex e um sabor mais fraco. A impressão de esporos (uma técnica usada na identificação de fungos) tem uma tonalidade couro-rosado. A comestibilidade de L. argillaceifolius é desconhecida. A superfície do chapéu torna-se amarela a laranja quando uma gota de hidróxido de potássio diluído é aplicada sobre ela.

### Características microscópicas

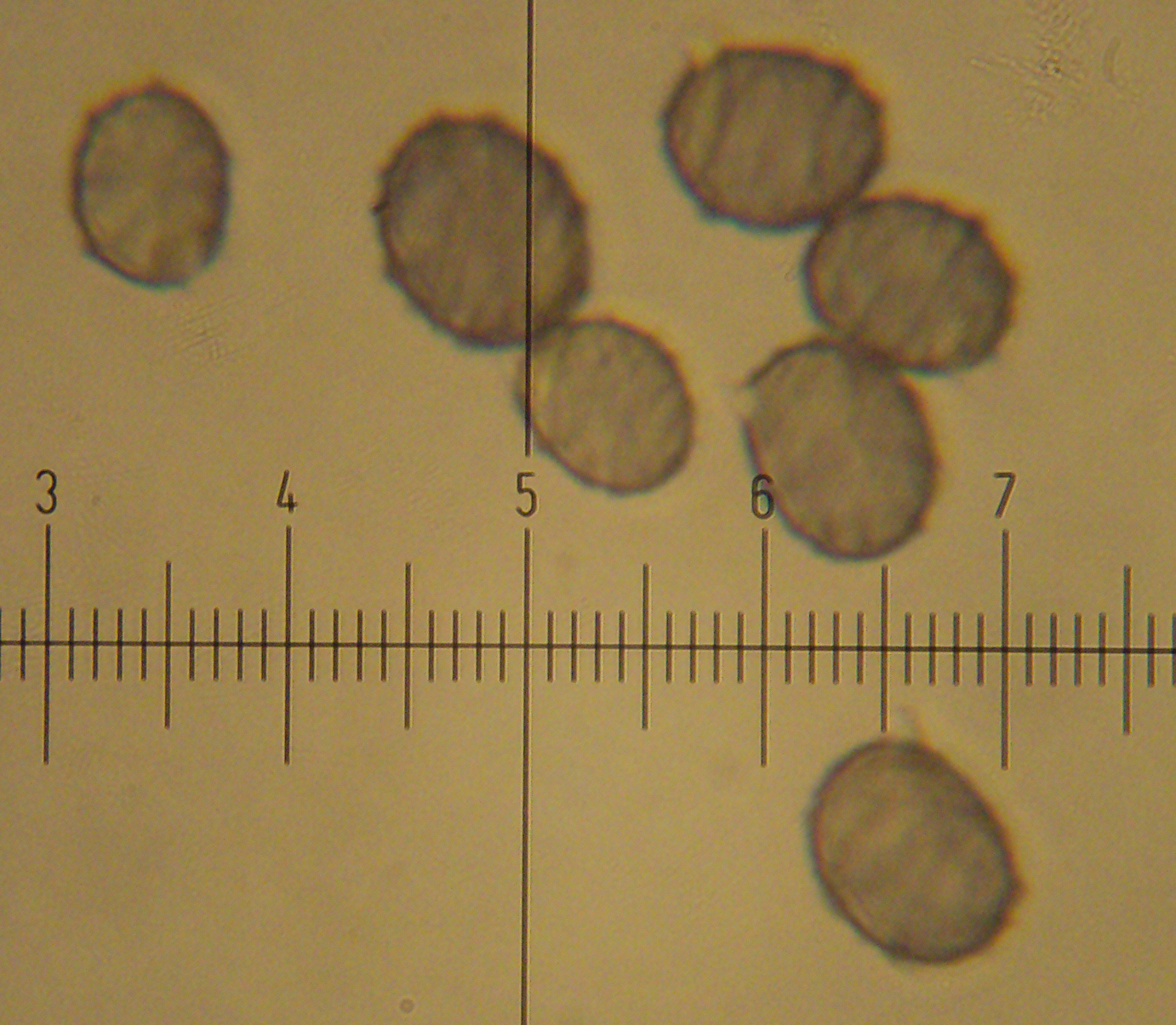
A superfície dos esporos é ornamentada e pode formar um retículo parcial.

Os esporos são mais ou menos esféricos ou amplamente elípticos e medem 7 a 11 por 7 a 8 micrômetros. Eles são ornamentados com verrugas e cristas que às vezes formam um retículo parcial (um padrão de cristas interligadas) de até 1 mícron de altura. Os esporos são hialinos (translúcidos) e amiloides, ou seja, absorvem o iodo quando corados com o reagente de Melzer. A cutícula do chapéu de espécimes jovens é feita de um tipo de tecido conhecido um ixotrichoderm, que contém hifas gelatinizadas de diferentes tamanhos dispostas de maneira mais ou menos paralelas. À medida que o cogumelo amadurece, a cutícula do chapéu gradualmente se torna uma ixolattice - caracterizada por hifas ramificadas, emaranhadas e gelatinosas. Os basídios (as células portadoras de esporos) possuem quatro esporos e medem 45 a 52 por 9 a 10,5 µm. Os pleurocistidíos (cistídio da face lamelar) são abundantes e relativamente longos, entre 60 e 140 micrômetros de comprimento por 6 a 14 µm de espessura. Os queilocistídios (cistídios na borda das lamelas) medem 32 a 67 por 6 a 9 µm.

### Variedades
Lactarius argillaceifolius var. dissimilis, uma variedade relatada na Carolina do Sul, é quase idêntica na aparência, mas tem um látex branco, com sabor amargo e, em seguida, azedo. A estrutura da cutícula do chapéu difere da variedade comum, na qual há incrustações dextrinoides (coloração marrom-amarelado ou avermelhado com o reagente de Melzer) nas hifas. A variedade megacarpus tem um chapéu maior (de até 27 cm de largura, e a carne com até 3 cm de espessura), e um látex branco e imutável, com um sabor acre. As medidas de sua haste variam de 16 a 20 cm de comprimento por 4 a 5 cm de largura próximo do topo. Microscopicamente, os esporos de variedade megacarpus são mais reticulados que os da variedade comum.

### Espécies similares

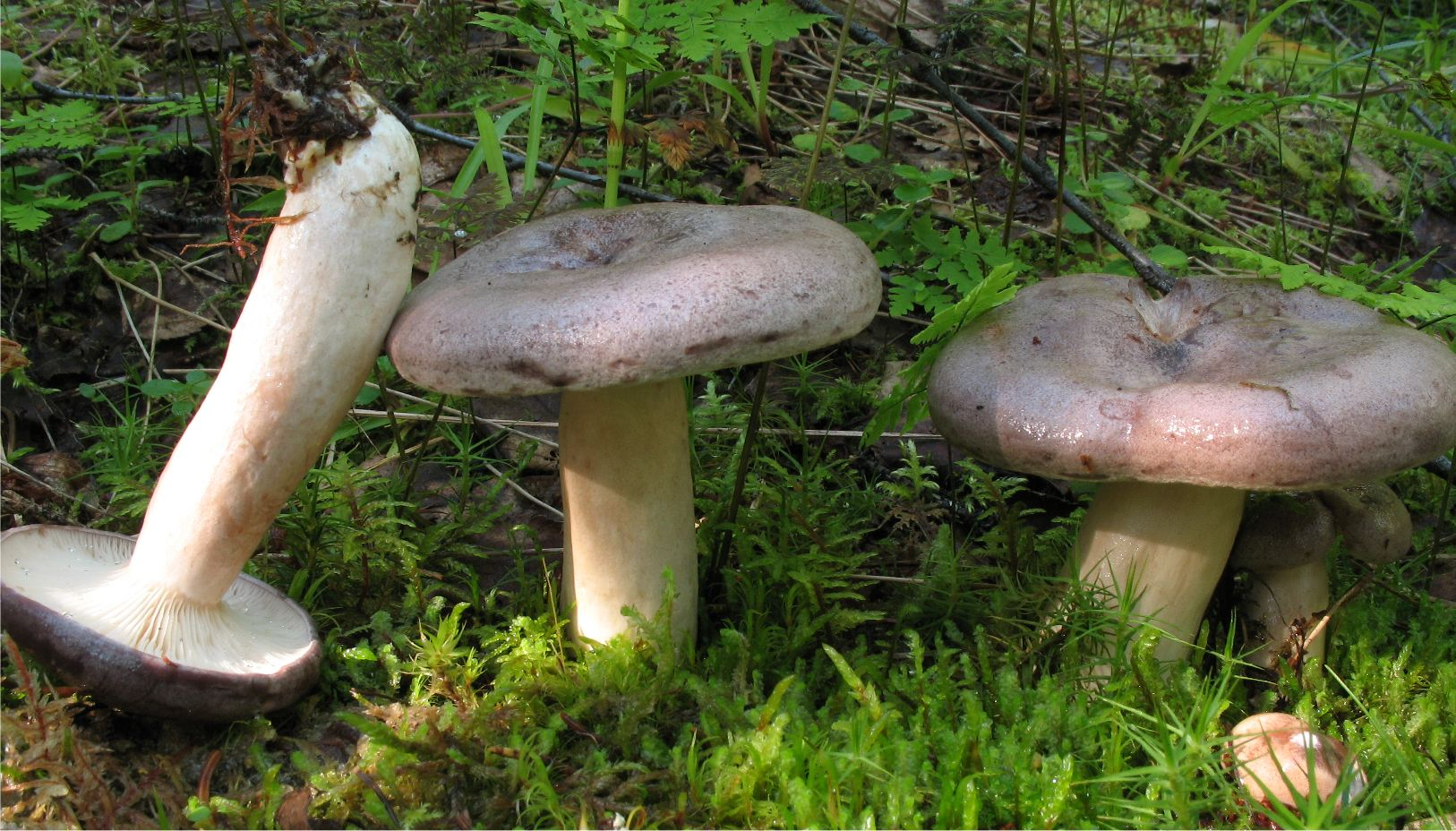
Lactarius trivialis é uma espécie bastante parecida.

Lactarius trivialis é uma espécie europeia que é semelhante em aparência a L. argillaceifolius, e elas muitas vezes são confundidas entre si. L. trivialis pode ser distinguida por lamelas que se mancham de marrom quando expostas ao látex e uma preferência para crescer em florestas subalpinas e boreais, ricas em coníferas e bétulas. A variedade megacarpus pode ser confundida com L. pallescens, uma espécie menor, de cor mais pálida, cujo látex mancha as lamelas de lilás ao invés de marrom.

## Ecologia, habitat e distribuição
Como todas as espécies do gênero Lactarius, L. argillaceifolius forma micorrizas, uma associação simbiótica mutuamente benéfica com várias espécies de plantas. As ectomicorrizas garantem ao cogumelo compostos orgânicos importantes para a sua sobrevivência oriundos da fotossíntese do vegetal; em troca, a planta é beneficiada por um aumento da absorção de água e nutrientes graças às hifas do fungo. A existência dessa relação é um requisito fundamental para a sobrevivência e crescimento adequado de certas espécies de árvores, como as do gênero Pinus.
Os corpos frutíferos de L. argillaceifolius crescem no solo dispersos ou em grupos sob a copa de árvores de grande porte, especialmente de carvalho, entre os meses de julho e outubro. Muitas vezes, é um dos primeiros cogumelos micorrízicos a frutificar em florestas dominadas por carvalhos e nogueiras. Os corpos frutíferos tem desenvolvimento lento e são de longa duração. A espécie é encontrada desde o leste do Canadá ao sul da Flórida, e no oeste de Minnesota e do Texas. É comum no nordeste do México. O cogumelo também foi relatado na região sul do Brasil, no estado de Santa Catarina, crescendo em associação com plantações de pinheiros (Pinus elliottii), onde provavelmente foi introduzida através de mudas de pinheiros trazidas pelos colonos. Espécimes de L. argillaceifolius var. megacarpus foram coletados na Baja California, Califórnia, Oregon e Washington, onde crescem em associação com Quercus agrifolia e Lithocarpus densiflorus.